# غریبه (مجموعه تلویزیونی بریتانیایی)
غریبه (به انگلیسی: The Stranger) یک مینی‌سریال معمایی مهیج بریتانیایی است که برگرفته از رمانی با همین نام، نوشته هارلن کوبن می‌باشد. این مجموعه به تعداد هشت قسمت از تاریخ ۳۰ ژانویه ۲۰۲۰ از شبکه نتفلیکس پخش شد. ریچارد آرمیتاژ، شیوون فینران و جنیفر ساندرز از ستارگان این مینی‌سریال هستند.

## داستان
غریبه ای مرموز رازی را با مردی در میان می گذارد که تاثیری وحشتناک روی زندگی به ظاهر عالی او دارد. این غریبه، زنی بیست و چندساله، با یک کلاه لبه دار است که با پیشرفت سریال، رازهای بیشتری را با خود دارد. این راز، بر همسر آن مرد اثر می گذارد و او گم می شود.

## بازیگران

### اصلی
- ریچارد آرمیتاژ در نقش آدام پرایس
- شیوون فینران در نقش کارآگاه جوانا گریفین
- جنیفر ساندرز در نقش هیدی دویل
- شان دولی در نقش داگ تریپ
- پاول کی در نقش پاتریک کتس
- درولا کیروان در نقش کورین پرایس
- کادیف کیروان در نقش کارآگاه وزلی راس
- جیکوب دادمن در نقش توماس پرایس
- الا-ری اسمیت در نقش دیزی هوی
- برندن فلوز در نقش مایک تریپ
- مایشا هندلی در نقش رایان پرایس
- هانا جان-کامن در نقش غریبه
- استیون ری در نقش مارتین کیلین
- آنتونی هد در نقش ادگار پرایس

### فرعی
- لیلی لاولس در نقش اینگرید پریسبی
- کای الکساندر در نقش دانته گانرسان
- جید هریسون در نقش ویکی هوی
- کلی کوک در نقش کیمبرلی دویل
- رابرت اونز در نقش مکس بانر
- دان جیلی در نفش فیلیپ گریفین
- آرتا آیه در نقش سوزان هوپ
- ایس باتی در نقش پارت کوهالام
- جما پاول در نقش بکا تریپ
- ایندیا براون در نقش الا هوی
- جویی انسا در نقش استوارت هوپ
- کامیلا ارفودسون در نقش سالی پرنتیس

## بازخوردها
وبسایت راتن تومیتوز بر اساس ۱۱ نقد، به این مینی‌سریال امتیاز ۶٫۲۵ از ده را داد که این به معنای تایید ۹۱ درصدی برای این مجموعه می‌باشد. در این وبسایت آمده: "شاید به اندازه رمان اصلی، اعتیادآور نباشد، اما بازیگران قوی و تنش موجود در این سریال، شما را هیجان زده می‌کند."  سایت متاکریتیک بر اساس ۵ نقد، امتیاز ۶۲ از صد را به آن داده و در کل آن را "مطلوب" دانسته است.